# Сааб, Эли
Эли Саа́б (араб. إيلي صعب‎; род. 4 июля 1964, Бейрут) — ливанский дизайнер, основатель собственного дома моды в Бейруте (1982). Кроме штаб-квартиры в Ливане у Сааба есть мастерские в Милане и Париже.

## Биография

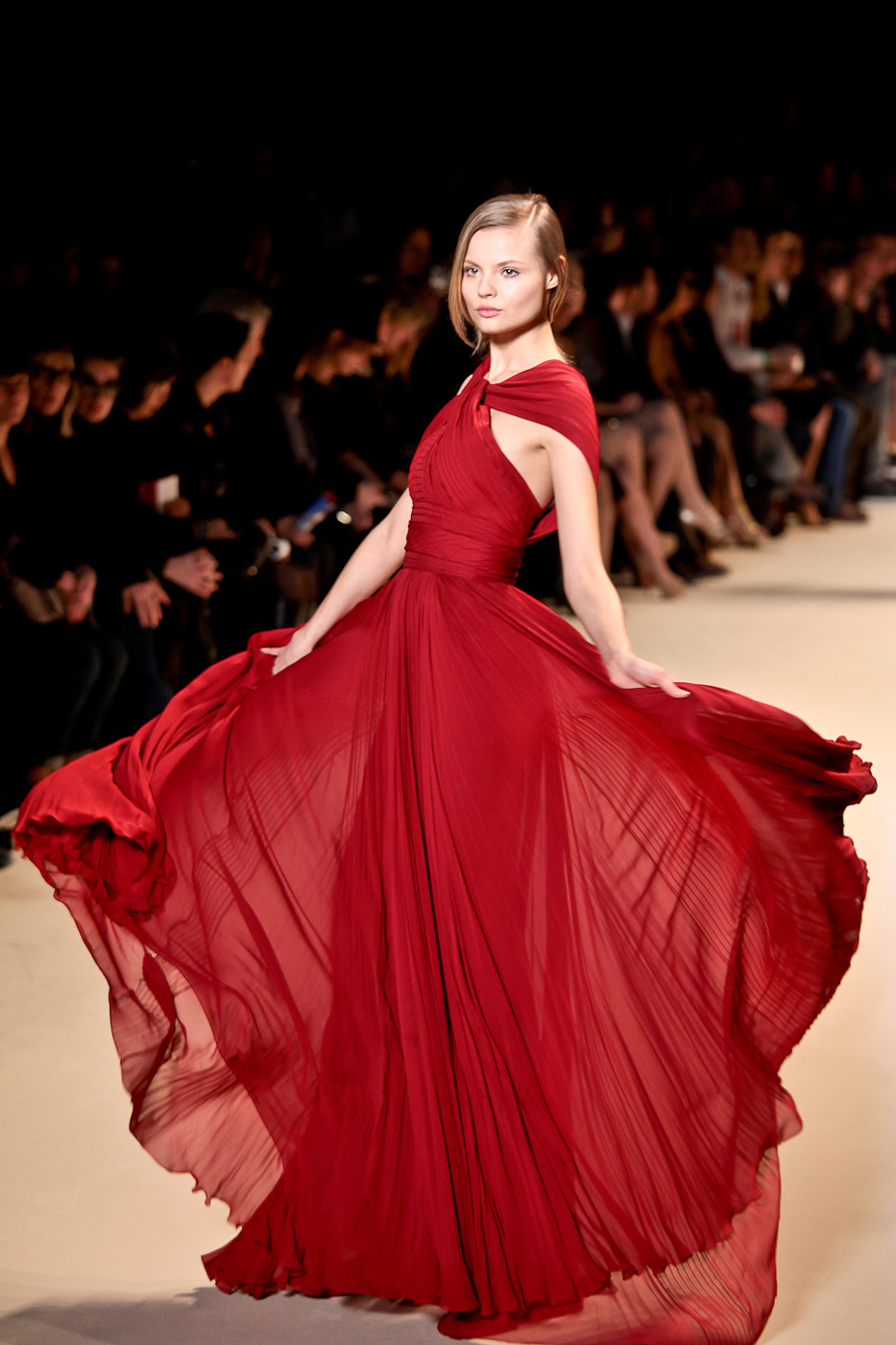
Вечернее платье из коллекции «осень-зима — 2011»

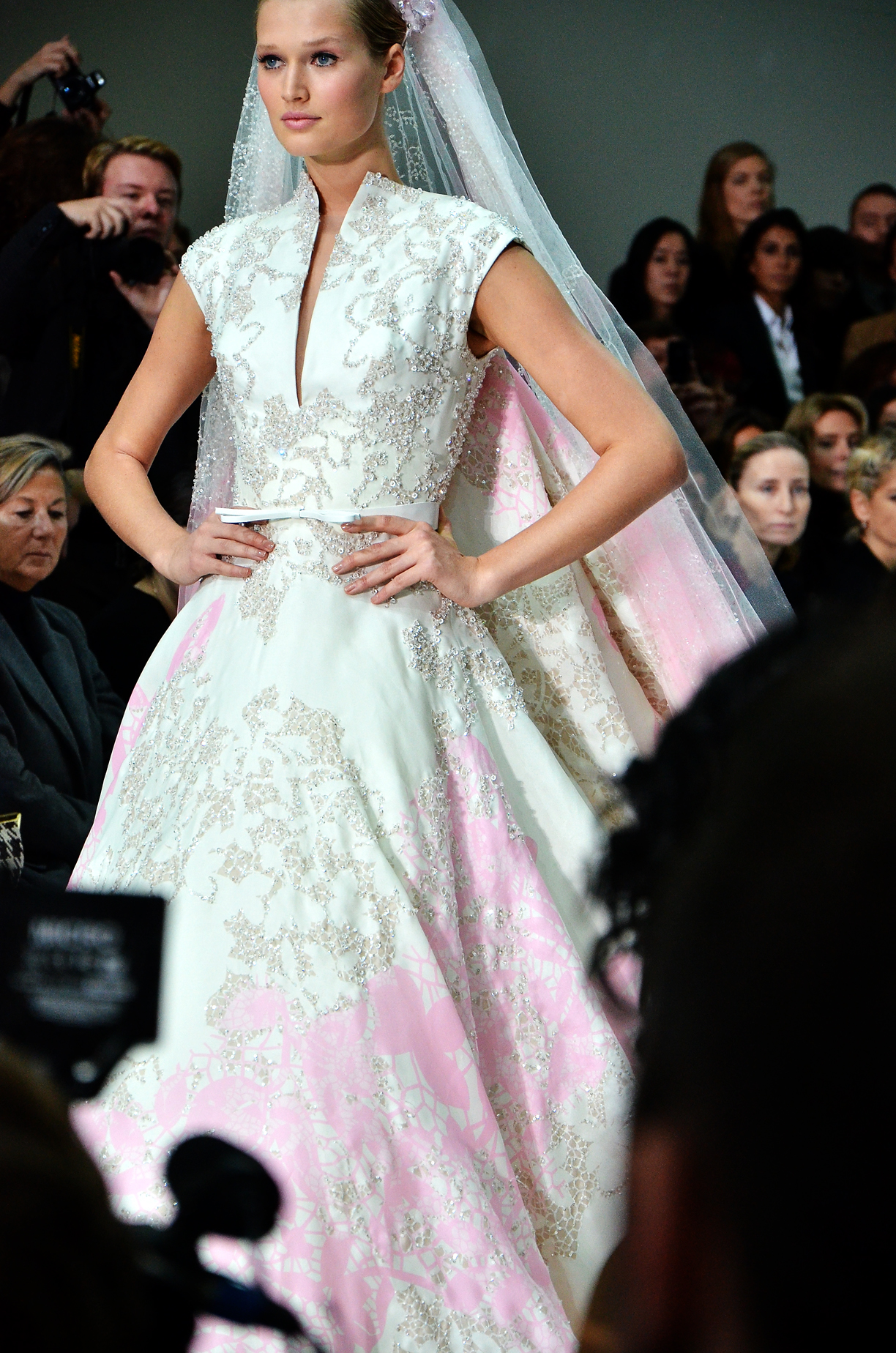
Свадебное платье из коллекции «весна-лето — 2012»

Эли Сааб родился в Дамуре, южном прибрежном пригороде Бейрута в семье маронитских католиков. Он начал шить ещё в детстве; заинтересовался модой в возрасте восьми лет. Вместе со своими сестрами он вырезал узоры из газет и искал ткани и материалы в шкафу матери. В 1981 году Эли обучался в Париже, в 1982 году он вернулся в Бейрут и в возрасте 18 лет открыл собственную мастерскую.
С самого начала его ателье стало специализироваться на пошиве свадебных платьев из дорогих тканей. Он использовал кружева, вышивку, жемчуг, кристаллы и шёлковые нити. Поначалу он одевал женщин из местных кварталов; постепенно его репутация выросла и о нём узнали дамы из высшего общества.
Сааб стал первым неитальянским дизайнером, которому выпала честь стать участником Итальянской недели моды[прояснить]. В 1997 году в Риме он впервые показал свою первую коллекцию за пределами Ливана. В 1998 году он начал демонстрировать коллекции «прет-а-порте» в Милане и в том же году провёл показ в Монако, который посетила принцесса Монако Стефания. В 1999 году принцесса Рания выбрала его наряд для своей коронации.
Имя Эли стало широко известным в США в 2002 году, после того, как актриса Хэлли Берри выбрала для церемонии награждения премии «Оскар» платье из его коллекции.
В мае 2003 года Эли Сааб стал членом французского Синдиката высокой моды, в июле того же года впервые представил в Париже свою коллекцию haute couture. Его первой коллекцией «прет-а-порте», показанной в Париже, стала весна/лето—2006. С тех пор он постоянно проводит показы своих коллекций в Париже. Помимо одежды, Сааб расширил ассортимент, включив аксессуары и свадебную линию Elie by Elie Saab в сотрудничестве с Pronovias.
Одежду от Эли Сааба можно найти в бутиках Бейрута, Парижа и Лондона (универмаги Selfridges и Harrods).

## Личная жизнь
Эли Сааб проживает в Ливане вместе с супругой Клодин и тремя сыновьями. Супруги имеют недвижимость в Женеве и во Франции.

## Стиль
Эли Сааб наиболее известен своими вечерними платьями. Его стиль отличает слияние западной и восточной культуры. Модельер использует такие благородные материалы, как шёлковые тафта, органза и атлас.

## Клиентура

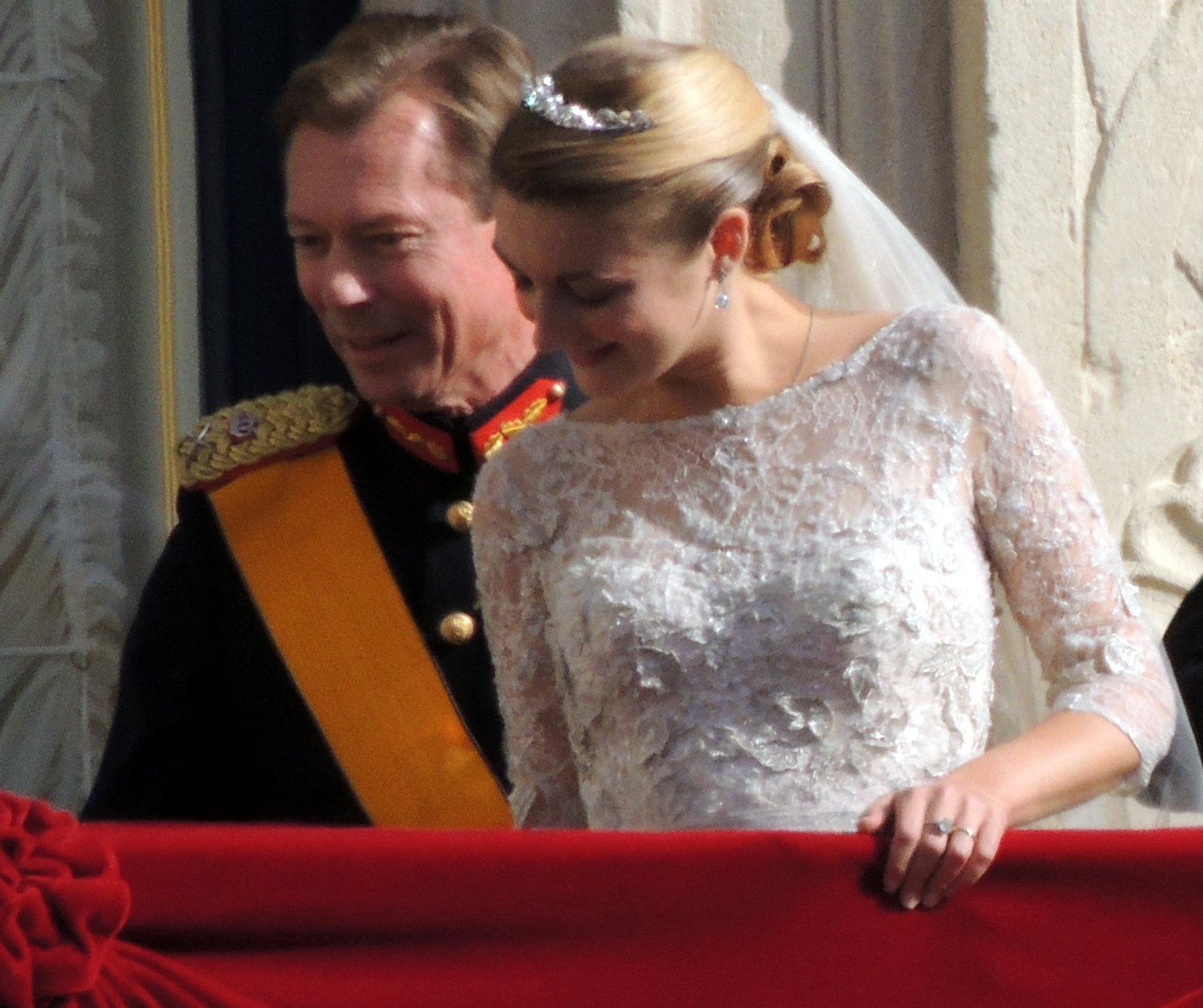
Герцогиня Стефания в свадебном платье от Эли Сааба, 2012 год

У Сааба многочисленная клиентура из восточных стран. Его наряды носят представители аристократии и члены королевских семей со всего мира. Так, на его показе на Парижской неделе моды в октябре 2011 года первый ряд гостей включал Принцессу Беатрис и принцессу Таиланда Сириваннари Наритрана. В 1999 году принцесса Рания аль-Абдулла выбрала платье от Эли Сааба для своей коронации. В 2012 году герцогиня Люксембурга Стефания выходила замуж в платье от Эли Сааб. Принцесса Люксембургская Клэр также выбрала платье от Сааба для своего бракосочетания. Первая леди Франции Брижит Макрон надела пальто и брюки от Эли Сааба во время визита в Китай.

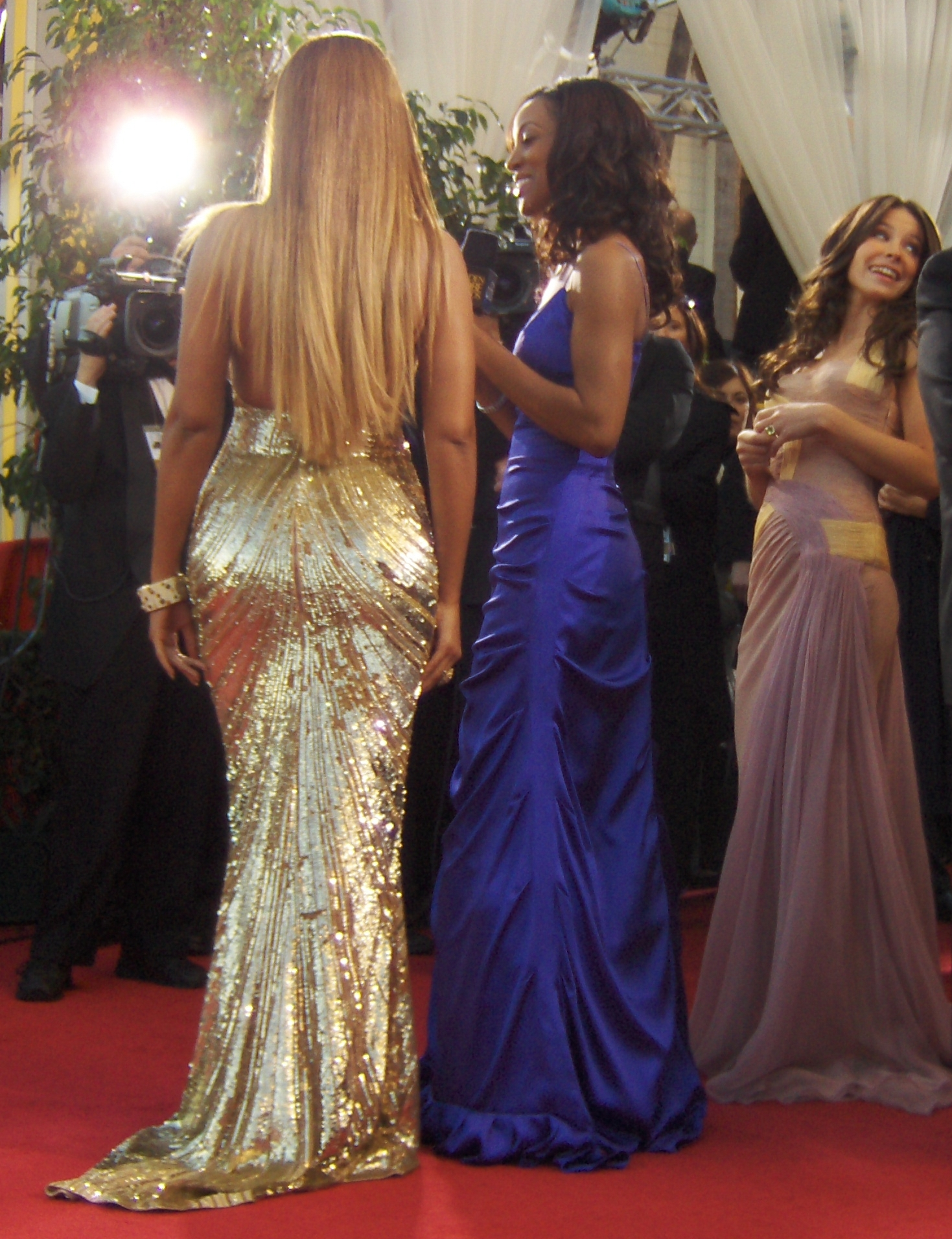
Бейонсе в «золотом» платье от Эли Сааба, церемония вручения премии «Золотой глобус», 2007 год

В 2002 году американская актриса Хэлли Берри получила в платье от Эли Сааб премию «Оскар» за лучшую женскую роль. В 2018 году актриса Роуз Лесли выбрала платье от Сааба для своей свадьбы с актёром Китом Харингтоном.
Клиентами Эли Сааба являются такие представители шоу-бизнеса, как Николь Кидман, Ева Грин, Анджелина Джоли, Селин Дион, Эмилия Кларк, Тейлор Свифт, Кристина Агилера и другие.